# Théorie de l'étiquetage
La théorie de l'étiquetage social est une théorie selon laquelle le concept de soi et le comportement des individus peuvent être déterminés ou influencés par les termes utilisés pour les décrire ou les classer. Elle est reliée aux concepts de déviance, de prophétie auto-réalisatrice, de socio-stigmatisation et de stéréotype. L'étiquetage social, basé sur des préjugés, est source de stigmatisation sociale.
La théorie de l'étiquetage social est étroitement liée à l'interactionnisme symbolique.
Howard Saul Becker, auteur de Outsiders a été très influent dans le développement de cette théorie.
Cette théorie rend compte d'un biais cognitif, l'effet d'étiquetage, selon lequel les individus tendent à se conformer aux jugements qu'on plaque sur eux et qu'ils reviendront difficilement dessus, car toutes leurs actions ultérieures seront alors sous l'influence de ces jugements, qu'ils soient positifs (effet Pygmalion) ou négatifs (effet Golem).

## Étiquetage, socio-stigmatisation et auto-stigmatisation
La stigmatisation sociale (ou « sociostigmatisation ») est définie par les tenants de la théorie de l'étiquetage social comme un processus qui appose une puissante étiquette négative sur un individu ou un groupe.
George Herbert Mead, un interactionniste symbolique notable, a proposé en 1913, le principe du « soi social », une vision interactionniste de la perception de soi, influencée par les interactions sociales et le regard des autres, tel un « effet miroir »,,. Cette métaphore ou analogie du miroir donne toutefois une fausse impression de passivité chez les individus, alors qu'il s'agit d'un processus complexe fortement influencé par les structures sociales et le regard des autres, mais aussi les perceptions individuelles.
Dans les années 1980, les études pluridisciplinaires en psychologie et sociologie  concernant l'influence de l'étiquetage social sur la stigmatisation sociale ont mis en lumières des conséquences négatives pour les individus stigmatisés ; exclusion sociale, estime de soi, qualité de vie, ostracisation. Cette approche, nommée « théorie de l'étiquetage modifiée » s'intéresse à la question de la stigmatisation causée par l'étiquetage social : 
« Au niveau théorique et empirique, les tenants de la théorie de l’étiquetage modifiée ont présenté un effort de systématisation, particulièrement à travers une théorisation synthétique des processus de stigmatisation et contribué à revisiter le concept de stigmate lui-même. Ils ont aussi proposé un certain nombre d’outils conceptuels inédits comme ceux d’« auto-stigmatisation » (Link, 1987), ou de « sentiments de stigmate » (Kroska, Harkness, 2006). Récemment les chercheurs ont effectué une analyse secondaire des études empiriques qui mesurent le stigmate de la maladie mentale entre 1995 et 2003 (Link, Yang, Phelan, Collins, 2004). Au niveau empirique, ils ont collaboré à la validation empirique d’une Échelle du stigmate intériorisé de la maladie mentale (Ritscher Otilingam, Grajales, 2003) et effectué différentes enquêtes et mesures à partir du milieu des années 1980 (Link et coll., 1989) qui mettent en évidence les dimensions du rejet dont souffrent les personnes affectées de trouble mental. »

### Autostigmatisation
L'étiquetage social est un stigmate social qui est initialement imposé de l'extérieur par un groupe dominant sur d'autres groupes ou des individus qu'il va alors marginaliser, même si les individus ne se reconnaissent pas dans l'étiquette dont on les affuble. Mais très souvent, notamment chez les enfants, handicapés mentaux et personnes vulnérables, cet étiquetage social sera rapidement, fortement et durablement interiorisé.
Pour sortir d'une telle situation, un pair-aidant, parce qu'il a lui-même déjà vécu des situations similaires qu'il a surmonté, peut aider ses pairs en difficulté. 
Il peut notamment aider la personne à sortir d'un schéma d'auto-stigmatisation, à retrouver l'espoir, rétablir sa dignité et (re)trouver une « identité positive » ainsi qu'une estime de soi (collective si ce travail se fait dans le cadre d'une dynamique de groupe). Il peut aider ses pairs à préparer un filet de sécurité en cas de retour des difficultés. Il peut d'ailleurs lui-même se faire aider par d'autres pairs-aidants.

## Contributeurs à la théorie de l'étiquetage social
Edwin M. Lemert, Erving Goffman et Howard Becker sont considérés comme les principaux représentants de la théorie de l'étiquetage social.
Erving Goffman, contrairement à d'autres auteurs qui ont examiné le processus de l'adoption d'une identité déviante, a exploré les façons dont les gens gèrent l'identité et contrôlent l'information à ce sujet[réf. souhaitée].
Francis Cullen a signalé en 1984 qu'après 20 ans, les points de vue de H. Becker, loin d'être supplantés, ont été corrigés et absorbés dans une « perspective structurante » élargie. Il a développé notamment à travers son livre Outsiders l'idée que l'étiquetage social soit l'effet d'une sanction sociale qui stigmatise la personne (ou le groupe), qui porte alors un "stigmate social"[réf. souhaitée]. La personne ou le groupe visé par le stigmate peut choisir de le cacher ou d'adopter l'identité sociale jugée déviante, en se la réappropriant[réf. souhaitée].

## Étiquetage psychiatrique
Certains diagnostics en santé mentale, même s'ils offrent la possibilité d'être reconnus et traités par le système de soins en psychiatrie, peuvent entraîner une stigmatisation, selon un processus qui a été décrit sous le terme d'« injustice testimoniale » (voir Injustice épistémique).
Par exemple, le diagnostic de trouble de la personnalité borderline est susceptible de laisser croire que la personne en question serait constamment en recherche d'attention et prompte à exercer un chantage au suicide. Ceci aurait pour risque de faire négliger un véritable risque suicidaire.
Le diagnostic de schizophrénie, quant à lui, donne à croire que les actions et paroles de la personne en question seraient dénuées de signification et propres à être considérées comme délirants. Ceci entraînerait une négligence quant à l'expression par la personne de traumatismes passés.
Le contexte dans lequel ces diagnostics sont donnés est vu comme crucial, admettant qu'une personne évoquant son homosexualité aurait été considérée, jusqu'à récemment, comme susceptible d'avoir une perversion ou un trouble mental.
Les diagnostics peuvent être considérés comme des modèles explicatifs mais recèlent un risque de violence structurelle, manquant de l'objectivité que l'on peut trouver dans d'autres branches de la médecine.
Il importe pour cela de créer des espaces d'expression dans lesquels il est possible de distinguer une volonté socio-politique de la manifestation d'un trouble mental. La méthode Dialogue ouvert est citée comme pouvant contribuer à modifier la relation de pouvoir en psychiatrie.

## Étiquetage et déviance

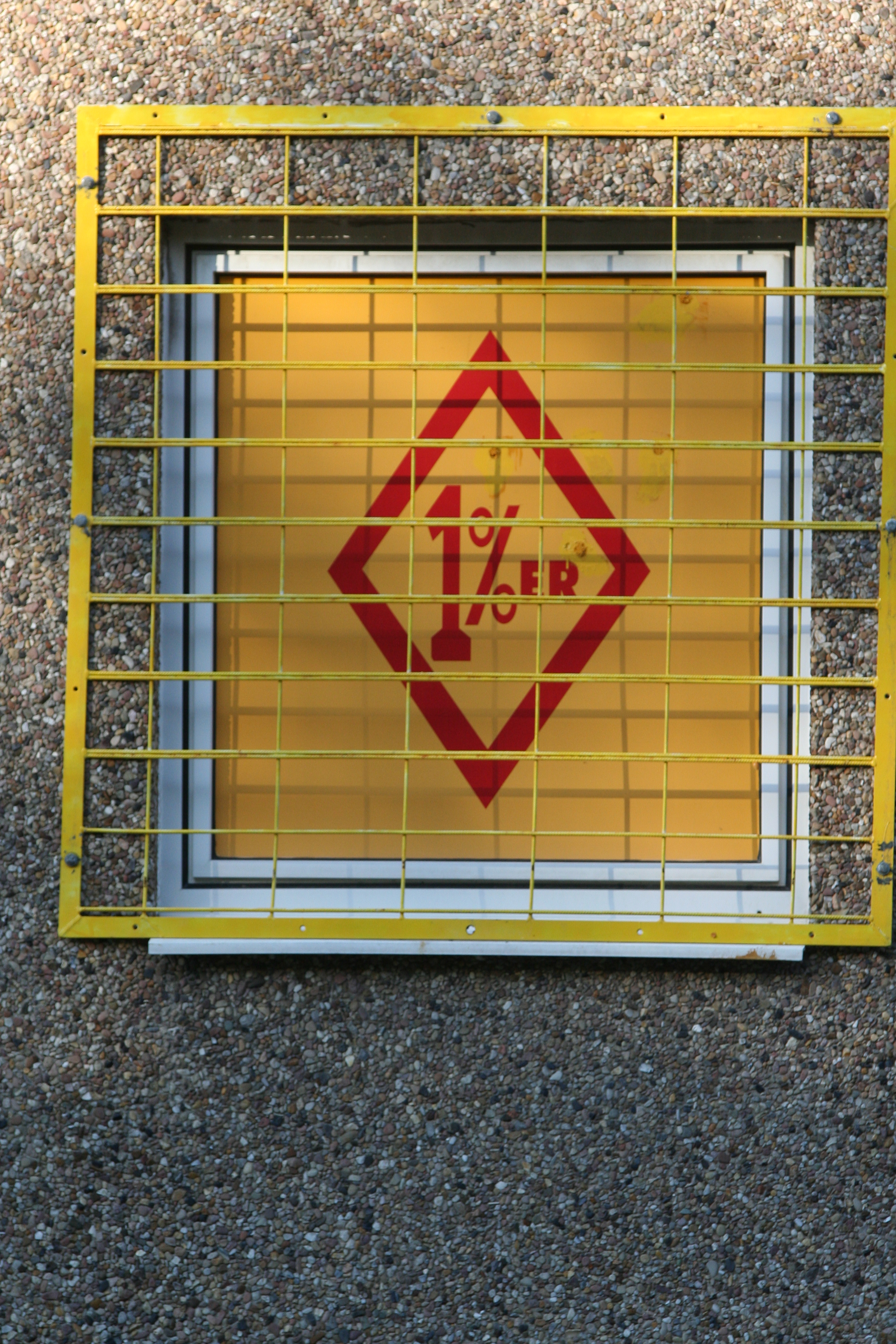
Certains clubs de motards se distinguent par un patch "1%" porté sur les couleurs. Il évoquerait un commentaire de l' American Motorcyclist Association (AMA) selon lequel 99% des motocyclistes sont des citoyens respectueux de la loi, ce qui impliquerait que le dernier pour cent soit hors-la-loi, c'est-à-dire « déviant » (A Brief History of "Outlaw" Motorcycle Clubs, William L. Dulaney, 2005, IJMS).

Les liens entre théorie de l'étiquetage social et déviance tirent notamment leur origine du travail du sociologue français Émile Durkheim qui a démontré que la criminalité et la déviance, d'un point de vue sociologique, ne sont pas tant des violations du code pénal que des actes qui transgressent des normes sociales en vigueur dans une société donnée.
L'étiquetage social est ici vu comme un marqueur social qui tend à exclure et à classer celui qui le porte en tant que déviant, car il transgresserait (effectivement ou non) une ou des normes sociales. Ce serait une forme de sanction sociale visant à réguler les comportements déviants.
Souvent, cet étiquetage social sera aussi intériorisé :

« L’interactionnisme symbolique et la théorie de l’étiquetage fondent leur approche sur cette notion, et leur proposition de base est que « l’acte social d’étiqueter une personne comme déviante tend à altérer l’auto-conception de la personne stigmatisée par incorporation de cette identification » (Wells, 1978).  Sous l’espèce d’un effet d’attente comportemental, la personne devient ce qu’on a supposé et dit qu’elle était. »

.